# Parvaponera

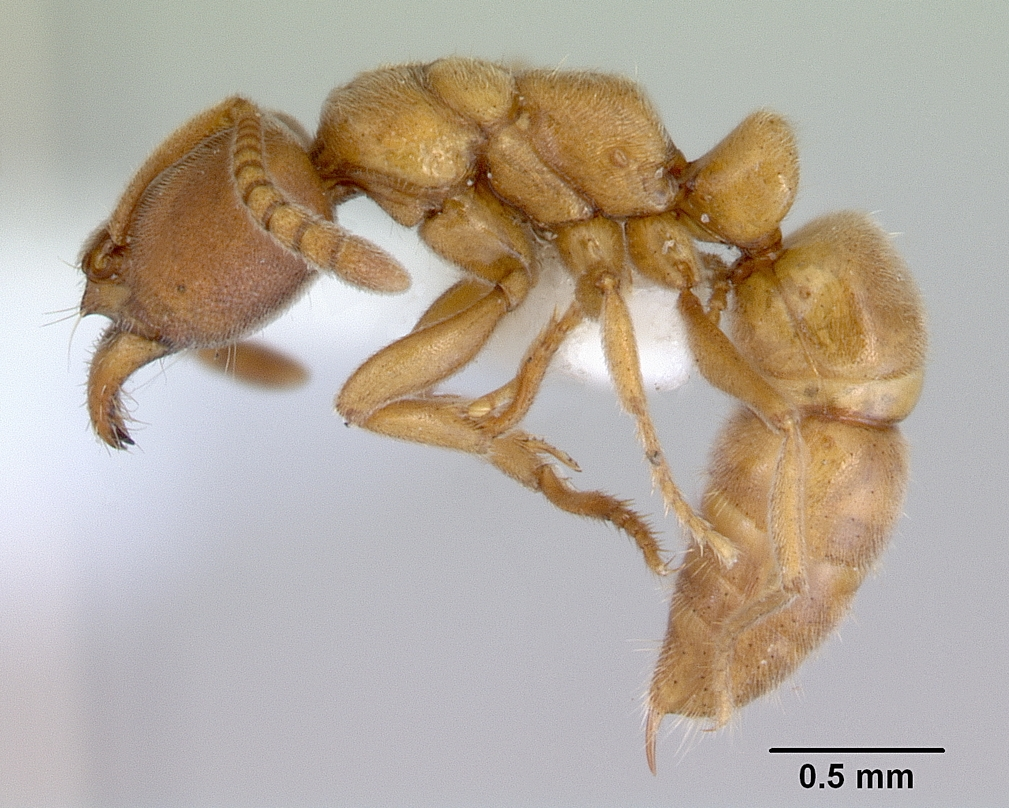
Parvaponera darwinii

Parvaponera (лат.) — род муравьёв (Formicidae) из подсемейства Ponerinae. Тропики и субтропики Старого Света.

## Распространение
Встречается в различных регионах Строго света: его виды встречаются в тропической Африке, на Мадагаскаре, в Юго-Восточной Азии, Австралии и на Соломоновых островах.

## Описание
Мелкие светло-коричневого цвета муравьи (менее 5 мм). Рабочих Parvaponera можно отделить от других Ponerinae по следующей комбинации признаков: глаза маленькие (2—4 фасетки) или отсутствуют, мандибулы короткие, без базальной ямки или желобка, проподеальные дыхальца обычно удлинённые или щелевидные (овальные или почти круглые у нескольких видов), вентральная вершина задней голени с одной гребенчатой и одной простой шпорой, субпетиолярный отросток треугольный и с передней фенестрой и/или парой зубцов. Вероятнее всего, их можно спутать с Centromyrmex, Hypoponera или Ponera. Хотя и Centromyrmex, и Parvaponera имеют редуцированные глаза, Parvaponera не имеет толкательных щетинок на голенях, как у Centromyrmex (хотя они присутствуют на мезобазитарзусе у некоторых видов Parvaponera), и имеет гораздо более сложный субпетиолярный отросток, который обладает либо передней фенестрой, либо задневентральными зубцами, оба из которых отсутствуют у Centromyrmex. Хотя Parvaponera внешне похожа на Hypoponera и Ponera, у неё на задних голенях присутствует пара шпор, в то время как у этих родов — только одна шпора. Род Parvaponera был впервые выделен в 2014 году, ранее его виды числились в составе рода Pachycondyla. Включен в состав трибы Ponerini.
Наконец, хотя Фишер и Болтон (2016) заявили, что пальпальная формула щупиков у Parvaponera darwinii madecassa неизвестна, Браун (1963) привел правильный подсчет, который составляет 4,3.
- Parvaponera cavimaculata Wang & Zhao, 2009 — Китай
- Parvaponera darwinii (Forel, 1893) — Австралия, Африка, Индия, Мьянма, Мадагаскар
- Parvaponera myropola (Menozzi, 1925) — Филиппины
- Parvaponera sheldoni (Mann, 1919) — Соломоновы Острова